# Carlos Pedemonte Sabín
Carlos Pedemonte Sabín (l'Havana, 14 d'octubre de 1895 - Ibíd., 25 de juliol de 1972) va ser un geògraf i militar espanyol.

## Biografia
Militar pertanyent a l'arma d'infanteria, al maig de 1936 va ser nomenat governador del Sàhara. Després de l'esclat de la Guerra Civil, es va mantenir fidel a la República i va tornar a la zona republicana, passant a ser un instructor militar del nou Exèrcit Popular. Va arribar a manar milícies a la zona d'operacions centre. Posteriorment, en 1937, va ser ascendit al rang de Tinent coronel. Al final de la contesa es va exiliar d'Espanya i es va traslladar a Cuba, al costat d'altres exiliats republicans.
Durant la seva etapa cubana, Pedemonte va ser docent en l'Institut Cívic Militar. Posteriorment també va destacar en el camp de la geografia, arribant a ser cap de la Secció de cartografia de l'Institut Nacional de Reforma Agrària (INRA).